# فرانسوا روزير
فرانسوا روزير (بالفرنسية: François Rozier)‏ هو عالم نبات فرنسي وسويدي، ولد في 23 يناير 1734 في ليون في فرنسا، وتوفي بنفس المكان في 29 سبتمبر 1793.